# ایزوا مدینا
ایزوا مدینا (اسپانیایی: Comité Olímpico Hondureño‎؛ زادهٔ ۲۰ ژوئیهٔ ۱۹۸۲) یک بازیکن تنیس روی میز اهل هندوراس است. 
وی در مسابقات کشوری و بین‌المللی در مجموع برنده ۳ مدال برنز شده‌است.